# 3.ª etapa del Giro de Italia 2023
La 3.ª etapa del Giro de Italia 2023 tuvo lugar el 8 de mayo de 2023 con inicio en la ciudad de Vasto y final en el municipio de Melfi sobre un recorrido de 216 km. Esta fue ganada por el australiano Michael Matthews del equipo Jayco AlUla, mientras que el belga Remco Evenepoel consiguió mantener el liderato.

## Clasificación de la etapa
| Vasto - Melfi | etapa escarpada | (216 km) |

| \| Clasificación de la etapa \| Clasificación de la etapa \| Clasificación de la etapa \| Clasificación de la etapa \| Clasificación de la etapa \| \| Ciclista \| Ciclista \| Equipo \| Tiempo \| \| \| ------------------------- \| ------------------------- \| ------------------------- \| ------------------------- \| ------------------------- \| \| 1.º \| Michael Matthews \| Team Jayco AlUla \| 5 h 01 min 41 s \| \| \| 2.º \| Mads Pedersen \| Trek-Segafredo \| + 0 s \| \| \| 3.º \| Kaden Groves \| Alpecin-Deceuninck \| + 0 s \| \| \| 4.º \| Vincenzo Albanese \| Eolo-Kometa \| + 0 s \| \| \| 5.º \| Stefano Oldani \| Alpecin-Deceuninck \| + 0 s \| \| \| 6.º \| Sven Erik Bystrøm \| Intermarché-Circus-Wanty \| + 0 s \| \| \| 7.º \| Primož Roglič \| Jumbo-Visma \| + 0 s \| \| \| 8.º \| Simone Velasco \| Astana Qazaqstan Team \| + 0 s \| \| \| 9.º \| Toms Skujiņš \| Trek-Segafredo \| + 0 s \| \| \| 10.º \| Andrea Vendrame \| AG2R Citroën Team \| + 0 s \| \| |                   |                          |                 |
| |                   |                          |                 |
| Fuente: ProCyclingStats |                   |                          |                 |
| Clasificación de la etapa |                   |                          |                 |
| Ciclista | Ciclista          | Equipo                   | Tiempo          |
| 1.º | Michael Matthews  | Team Jayco AlUla         | 5 h 01 min 41 s |
| 2.º | Mads Pedersen     | Trek-Segafredo           | + 0 s           |
| 3.º | Kaden Groves      | Alpecin-Deceuninck       | + 0 s           |
| 4.º | Vincenzo Albanese | Eolo-Kometa              | + 0 s           |
| 5.º | Stefano Oldani    | Alpecin-Deceuninck       | + 0 s           |
| 6.º | Sven Erik Bystrøm | Intermarché-Circus-Wanty | + 0 s           |
| 7.º | Primož Roglič     | Jumbo-Visma              | + 0 s           |
| 8.º | Simone Velasco    | Astana Qazaqstan Team    | + 0 s           |
| 9.º | Toms Skujiņš      | Trek-Segafredo           | + 0 s           |
| 10.º | Andrea Vendrame   | AG2R Citroën Team        | + 0 s           |

## Clasificaciones al final de la etapa

### Clasificación general(Maglia Rosa)
| \| Clasificación general \| Clasificación general \| Clasificación general \| Clasificación general \| Clasificación general \| \| Ciclista \| Ciclista \| Equipo \| Tiempo \| \| \| --------------------- \| --------------------- \| --------------------- \| --------------------- \| --------------------- \| \| 1.º \| Remco Evenepoel \| Soudal Quick-Step \| 10 h 18 min 07 s \| \| \| 2.º \| João Almeida \| UAE Team Emirates \| + 32 s \| \| \| 3.º \| Primož Roglič \| Jumbo-Visma \| + 44 s \| \| \| 4.º \| Stefan Küng \| Groupama-FDJ \| + 46 s \| \| \| 5.º \| Geraint Thomas \| Ineos Grenadiers \| + 58 s \| \| \| 6.º \| Aleksandr Vlásov \| Bora-Hansgrohe \| + 58 s \| \| \| 7.º \| Tao Geoghegan Hart \| Ineos Grenadiers \| + 1 min 02 s \| \| \| 8.º \| Michael Matthews \| Team Jayco AlUla \| + 1 min 02 s \| \| \| 9.º \| Jay Vine \| UAE Team Emirates \| + 1 min 08 s \| \| \| 10.º \| Mads Pedersen \| Trek-Segafredo \| + 1 min 18 s \| \| |                    |                   |                  |
| |                    |                   |                  |
| Fuente: ProCyclingStats |                    |                   |                  |
| Clasificación general |                    |                   |                  |
| Ciclista | Ciclista           | Equipo            | Tiempo           |
| 1.º | Remco Evenepoel    | Soudal Quick-Step | 10 h 18 min 07 s |
| 2.º | João Almeida       | UAE Team Emirates | + 32 s           |
| 3.º | Primož Roglič      | Jumbo-Visma       | + 44 s           |
| 4.º | Stefan Küng        | Groupama-FDJ      | + 46 s           |
| 5.º | Geraint Thomas     | Ineos Grenadiers  | + 58 s           |
| 6.º | Aleksandr Vlásov   | Bora-Hansgrohe    | + 58 s           |
| 7.º | Tao Geoghegan Hart | Ineos Grenadiers  | + 1 min 02 s     |
| 8.º | Michael Matthews   | Team Jayco AlUla  | + 1 min 02 s     |
| 9.º | Jay Vine           | UAE Team Emirates | + 1 min 08 s     |
| 10.º | Mads Pedersen      | Trek-Segafredo    | + 1 min 18 s     |

### Clasificación por puntos(Maglia Ciclamino)
| Clasificación por puntos | Clasificación por puntos | Clasificación por puntos   | Clasificación por puntos | Clasificación por puntos |
| Ciclista                 | Ciclista                 | Equipo                     | Puntos                   |                          |
| ------------------------ | ------------------------ | -------------------------- | ------------------------ | ------------------------ |
| 1.º                      | Jonathan Milan           | Bahrain Victorious         | 53 pts                   |                          |
| 2.º                      | Kaden Groves             | Alpecin-Deceuninck         | 39 pts                   |                          |
| 3.º                      | Michael Matthews         | Team Jayco AlUla           | 38 pts                   |                          |
| 4.º                      | David Dekker             | Arkéa-Samsic               | 35 pts                   |                          |
| 5.º                      | Mads Pedersen            | Trek-Segafredo             | 26 pts                   |                          |
| 6.º                      | Arne Marit               | Intermarché-Circus-Wanty   | 23 pts                   |                          |
| 7.º                      | Remco Evenepoel          | Soudal Quick-Step          | 15 pts                   |                          |
| 8.º                      | Marius Mayrhofer         | Team DSM                   | 14 pts                   |                          |
| 9.º                      | Fernando Gaviria         | Movistar Team              | 14 pts                   |                          |
| 10.º                     | Stefano Gandin           | Team Corratec-Selle Italia | 12 pts                   |                          |

### Clasificación de la montaña(Maglia Azzurra)
| Clasificación de la montaña | Clasificación de la montaña | Clasificación de la montaña | Clasificación de la montaña | Clasificación de la montaña |
| Ciclista                    | Ciclista                    | Equipo                      | Puntos                      |                             |
| --------------------------- | --------------------------- | --------------------------- | --------------------------- | --------------------------- |
| 1.º                         | Thibaut Pinot               | Groupama-FDJ                | 12 pts                      |                             |
| 2.º                         | Paul Lapeira                | AG2R Citroën Team           | 6 pts                       |                             |
| 3.º                         | Thomas Champion             | Cofidis                     | 4 pts                       |                             |
| 4.º                         | Santiago Buitrago           | Bahrain Victorious          | 4 pts                       |                             |
| 5.º                         | Tao Geoghegan Hart          | Ineos Grenadiers            | 3 pts                       |                             |
| 6.º                         | João Almeida                | UAE Team Emirates           | 2 pts                       |                             |
| 7.º                         | Mattia Bais                 | Eolo-Kometa                 | 2 pts                       |                             |
| 8.º                         | Callum Scotson              | Team Jayco AlUla            | 2 pts                       |                             |
| 9.º                         | Laurens De Plus             | Ineos Grenadiers            | 2 pts                       |                             |
| 10.º                        | Marius Mayrhofer            | Team DSM                    | 1 pt                        |                             |

### Clasificación de los jóvenes(Maglia Bianca)
| Clasificación del mejor joven | Clasificación del mejor joven | Clasificación del mejor joven | Clasificación del mejor joven | Clasificación del mejor joven |
| Ciclista                      | Ciclista                      | Equipo                        | Tiempo                        |                               |
| ----------------------------- | ----------------------------- | ----------------------------- | ----------------------------- | ----------------------------- |
| 1.º                           | Remco Evenepoel               | Soudal Quick-Step             | 10 h 18 min 07 s              |                               |
| 2.º                           | João Almeida                  | UAE Team Emirates             | + 32 s                        |                               |
| 3.º                           | Ilan Van Wilder               | Soudal Quick-Step             | + 1 min 34 s                  |                               |
| 4.º                           | Andreas Leknessund            | Team DSM                      | + 1 min 40 s                  |                               |
| 5.º                           | Stefano Oldani                | Alpecin-Deceuninck            | + 1 min 59 s                  |                               |
| 6.º                           | Michel Heßmann                | Jumbo-Visma                   | + 1 min 59 s                  |                               |
| 7.º                           | Thymen Arensman               | Ineos Grenadiers              | + 2 min 05 s                  |                               |
| 8.º                           | Ben Healy                     | EF Education-EasyPost         | + 2 min 07 s                  |                               |
| 9.º                           | Marco Frigo                   | Israel-Premier Tech           | + 2 min 15 s                  |                               |
| 10.º                          | Santiago Buitrago             | Bahrain Victorious            | + 2 min 24 s                  |                               |

### Clasificación por equipos"Súper team"
| Clasificación por equipos | Clasificación por equipos | Clasificación por equipos | Clasificación por equipos |
| Equipo                    | Equipo                    | Tiempo                    |                           |
| ------------------------- | ------------------------- | ------------------------- | ------------------------- |
| 1.º                       | UAE Team Emirates         | 30 h 56 min 33 s          |                           |
| 2.º                       | Ineos Grenadiers          | + 13 s                    |                           |
| 3.º                       | Soudal Quick-Step         | + 32 s                    |                           |
| 4.º                       | Groupama-FDJ              | + 1 min 32 s              |                           |
| 5.º                       | Bora-Hansgrohe            | + 1 min 38 s              |                           |
| 6.º                       | Team Jayco AlUla          | + 1 min 58 s              |                           |
| 7.º                       | Jumbo-Visma               | + 2 min 02 s              |                           |
| 8.º                       | Bahrain Victorious        | + 2 min 28 s              |                           |
| 9.º                       | Trek-Segafredo            | + 2 min 40 s              |                           |
| 10.º                      | EF Education-EasyPost     | + 2 min 56 s              |                           |

## Abandonos
Ninguno.